# Steve Payne (basket-ball)
Stephen Gregory « Steve » Payne, né le 27 juin 1972 à Calumet Park, dans l'Illinois, est un joueur américain de basket-ball. Il évoluait au poste d'ailier.